# AVL List
AVL List GmbH
ist ein weltweit tätiges Unternehmen für die Entwicklung, Simulation und das Testen von diversen Systemen und Komponenten in der Automobil- und in anderen Industrien. Das österreichische Unternehmen beschäftigt weltweit mehr als 12.200 Mitarbeiter (davon 4.100 in Graz) und setzte im Jahr 2024 2,03 Milliarden Euro um.
Die AVL gliedert sich in drei Geschäftsbereiche
- Engineering: Design- und Entwicklungsdienstleistungen für Antriebssysteme elektrischer Fahrzeuge, Funktionsentwicklung sowie Elektrik und Elektronik, Systemintegration für stationäre oder maritime Anwendungen, ADAS und autonomes Fahren (PTE)
- Instrumentation and Test Systems (ITS): Entwicklung von Prüfständen und Messtechnik für Motoren, Fahrzeugen und Komponenten
- Advanced Simulation Technology (AST): Entwicklung von Simulationssoftware für Motor und Fahrzeugentwicklung

Aktuelle Tätigkeitsbereiche von AVL sind u. a.
- Elektrifizierung
- Fahrerassistenzsysteme (ADAS) und autonomes Fahren (AD)
- Methodiken und Technologien im Bereich der Fahrzeugentwicklung
- Emissionsfreie Mobilitätslösungen
- Data Intelligence Services

## Firmengeschichte

Älteres Logo

Unter der Führung von Hans List schlossen sich im Jahr 1948 mehrere Motoren-Experten zu einer Arbeitsgemeinschaft zusammen und gründeten das IBL (Ingenieurbüro List). Die Gründer verfolgten das Ziel, auf Basis der neuesten Erkenntnisse der Grundlagenforschung moderne Motoren unter Berücksichtigung der für die Motorenindustrie wichtigen Wirtschaftlichkeitskriterien zu entwickeln.
Bereits die ersten Dieselmotoren aus dem Jahr 1949 wurden serienmäßig bei den Jenbacher Werken in Tirol und in der Andritzer Maschinenfabrik in Graz hergestellt.
1951 wurde aus dem IBL die AVL, die Anstalt für Verbrennungskraftmaschinen (...) List. Im darauf folgenden Jahr entstand das zentrale Versuchsgelände in der Kleiststraße in Graz-Lend, wo noch heute die Konzernleitung und die Zentrale der Forschungs- und Entwicklungstätigkeiten beheimatet sind.
Zu den wichtigsten Errungenschaften in der Anfangsphase des Unternehmens zählen die Entwicklung der ersten direkteinspritzenden Viertakt-Dieselmotoren mit Drallkanälen für LKW-Motoren im Jahr 1958. Diese lösten die bis dahin üblichen Zweitaktmotoren und Viertakt-Vorkammermotoren ab.
1963 führte die intensive Weiterentwicklung der Dieselmotorentechnologie zum Bau eines 18-Zylinder-Zweitakt-Dieselmotors mit 2250 PS.
Neben der Motorenentwicklung begann AVL zu Beginn der 1960er-Jahre mit der Herstellung von Motortestgeräten mit baldiger Serienproduktion von Quarzdruckaufnehmern, gravimetrischen Kraftstoffverbrauchs-Messeinrichtungen, Rauchgasmessgeräten und kompletten Motorindiziersystemen.

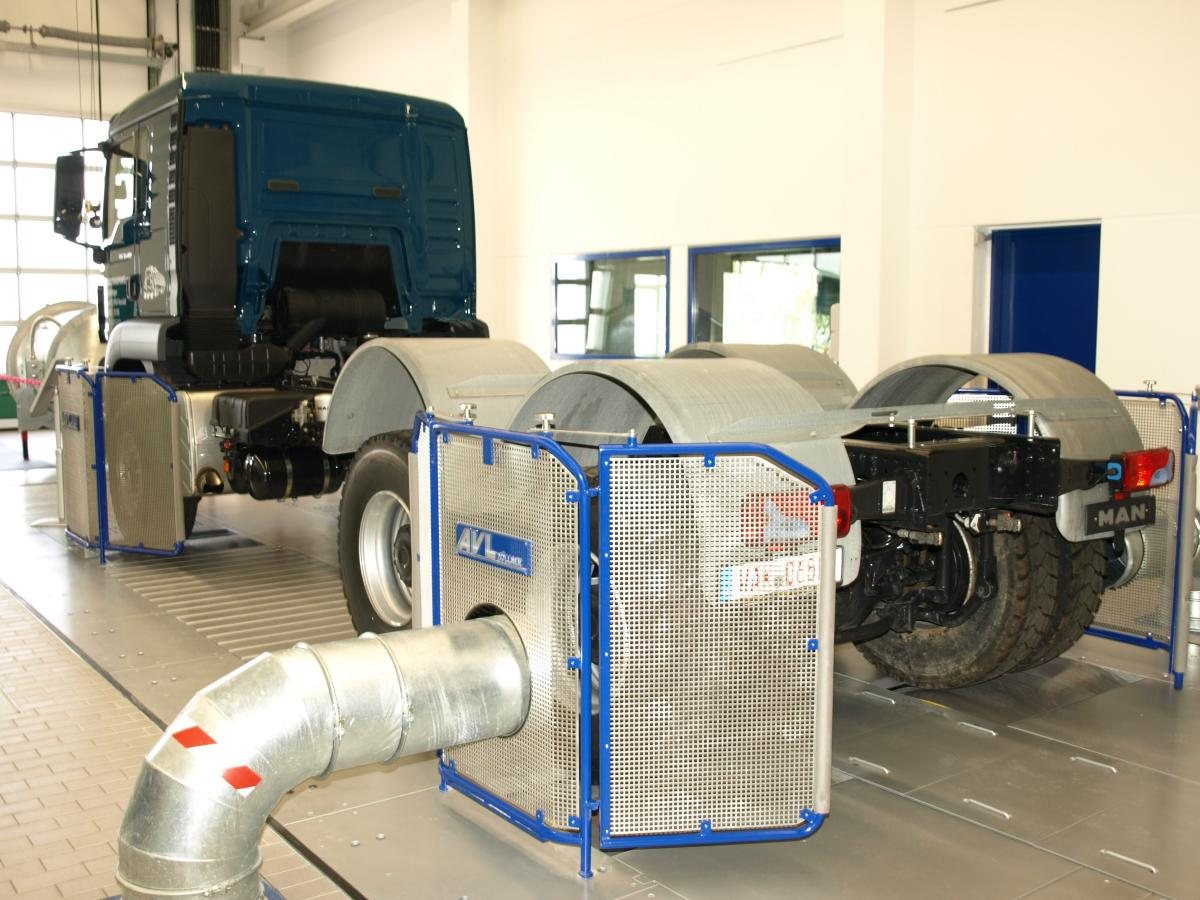
Rollenprüfstand LKW

Zu Beginn der 1970er Jahre begann AVL, die ersten vollautomatischen AVL-Prüfstände zu verkaufen. Als weitere wichtige Meilensteine in den 1970er Jahren zählen die Entwicklung der Kapseltechnologie zur Schalldämmung von Motoren und die Entwicklung von DI-Dieselmotoren für PKW-Anwendungen, die im Jahr 1974 begonnen wurde. Der erste Prototyp eines LD-Leichtdieselmotors wurde 1976 vorgestellt.
1979 übernahm Helmut List, Sohn des Firmengründers, der seit 1966 im Unternehmen arbeitete, den Vorsitz der Geschäftsführung.
Seit 1982 ist es möglich, Echtzeiteinblicke in die Verbrennungsvorgänge von Dieselmotoren zu gewinnen. 1986 ging der weltweit erste HSDI-Dieselmotor (High Speed Direct Injection) als Antriebssystem für Leichtnutzfahrzeuge in Großserie.
In den 1990er Jahren konnte die tomographische Verbrennungsanalyse (TCA) umgesetzt werden. Erstmals war es möglich, Verbrennungsphänomene an einem seriennahen Ottomotor optisch zu erfassen.
1993 liefert AVL als erste Firma weltweit Motorprüfstände, welche die dynamischen Anforderungen von Rennmotoren (wie zum Beispiel für Formel 1 oder IndyCar Series) simulieren können.
Im Jahr 2002 wurde die AVL-Teststrecke in Gratkorn nahe Graz eröffnet.
Im Jahr 2003 wurde die Helmut-List-Halle als Veranstaltungszentrum für bis zu 2400 Besucher in Graz eröffnet.
Im selben Jahr wurde Schrick übernommen und in das Unternehmen eingegliedert.
2007 übernahm AVL die Firma Le Moteur Moderne.
2008 wurde die AVL Software and Functions GmbH in Regensburg gegründet.
2010 eröffnete das Batterielabor AVL Shanghai Tech Center.
2014 erwarb AVL eine Mehrheitsbeteiligung an dem auf Thermalmanagement, Fluiddynamik und Akustik spezialisierten Unternehmen qpunkt.
2015 wurde als zweite Dependance in China das AVL Tianjin Technical Center eröffnet.
2016 startete AVL eine Partnerschaft mit Greenlight Innovation Corp., einem Anbieter von Test- und Fertigungsanlagen für Wasserstoff-Brennstoffzellen, Elektrolyseure, Batterien und Energiespeichersysteme.
2017 nahmen AVL und TU Graz ein gemeinsames Kompetenzzentrum zur Erforschung und Entwicklung neuartiger Getriebesysteme in Betrieb.
2019 eröffnete das AVL Maritime Office in Hamburg.
2021 wurde das Battery Innovation Center in Graz in Betrieb genommen.
2022 hat AVL das Hydrogen and Fuel Cell Test Center in Graz, das Mobility and Sensor Test Center in Roding und das Vehicle Engineering Center in Zalaegerszeg eröffnet.
2022 ist die AVL eine der großen österreichischen Firmen mit der schlechtesten Note F der von der Yale School of Management geführten Liste der Unternehmen, die sich weigern ihre Geschäfte in Russland nach dem Angriffskrieg gegen die Ukraine herunterzufahren, auch drei Monate nachdem das Management bekannt gab „gerade herauszufinden“, warum die AVL auf dieser Liste stehe. Das erhaltene Ranking wurde Anfang 2023 revidiert. AVL hat alle Geschäftsaktivitäten in Russland eingestellt und die Veräußerungen eingeleitet.
Die AVL List GmbH ist Mitglied der österreichischen Plattform Industrie 4.0.
2023 gründete AVL Canada zwei neue Forschungs- und Entwicklungsstandorte in Montreal und im Korridor Toronto-Windsor für die Entwicklung von Brennstoffzellen-Technologien. Im selben Jahr expandierte AVL Schrick im tschechischen Mladá Boleslav, um lokale Aktivitäten im neu eröffneten Entwicklungszentrum zu unterstützen.